# Epione alba
Epione alba là một loài bướm đêm trong họ Geometridae.